# سفارت آلمان در کیف
سفارت آلمان در کیف (به لاتین: Embassy of Germany) یک منطقهٔ مسکونی و نمایندگی سیاسی این کشور در اوکراین است که در کیف (اوکراین) واقع شده‌است.